# Cossypha caffra
Cossypha caffra là một loài chim trong họ Muscicapidae.

## Hình ảnh

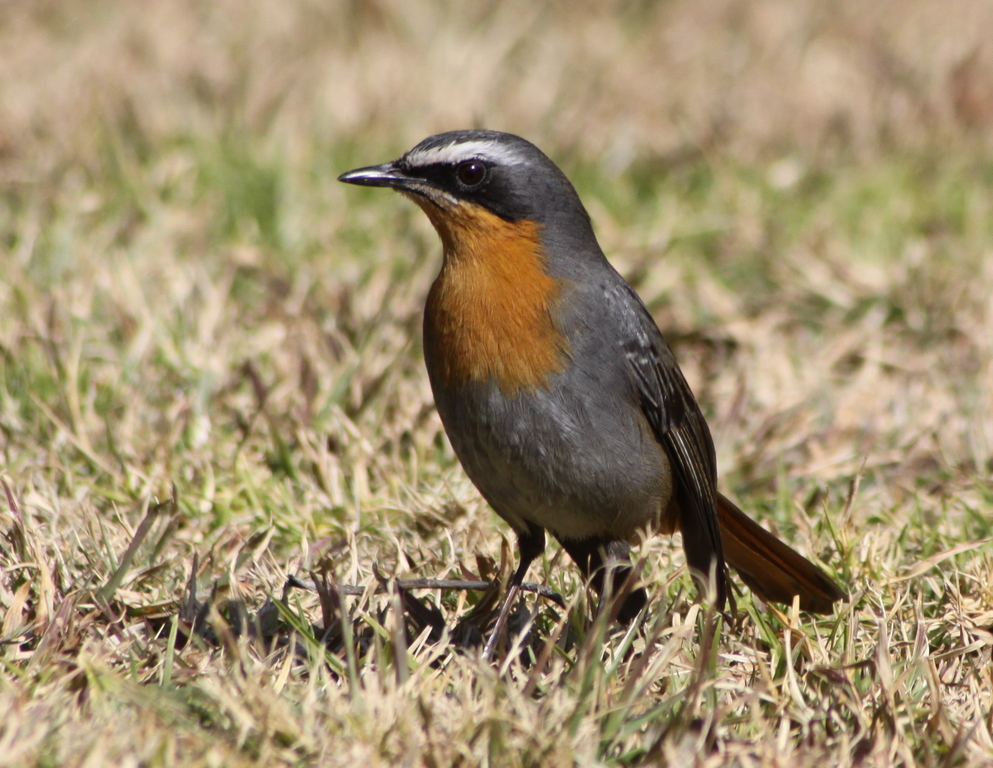
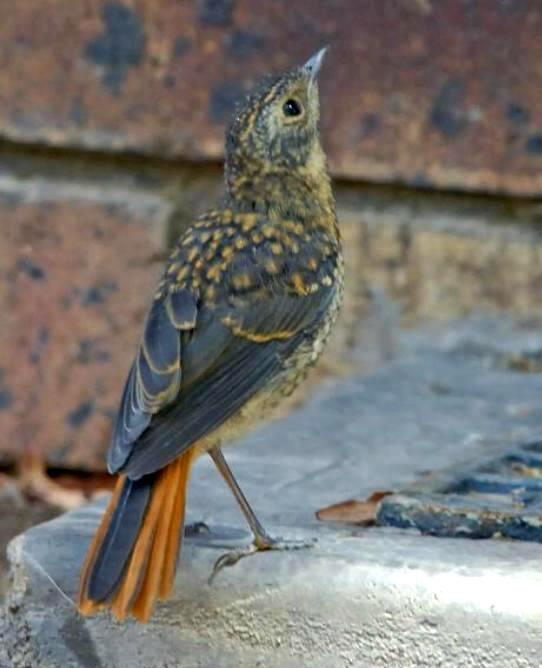
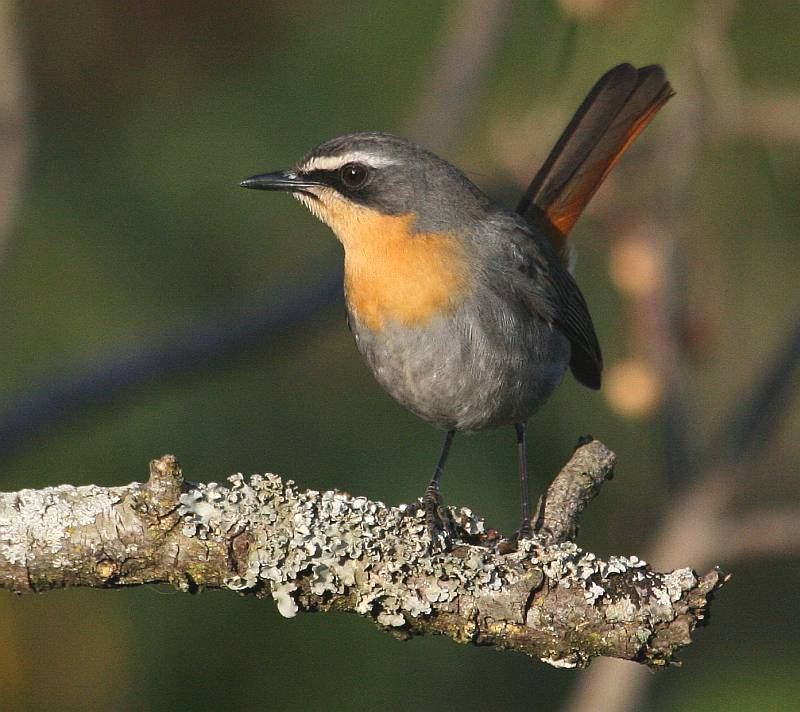
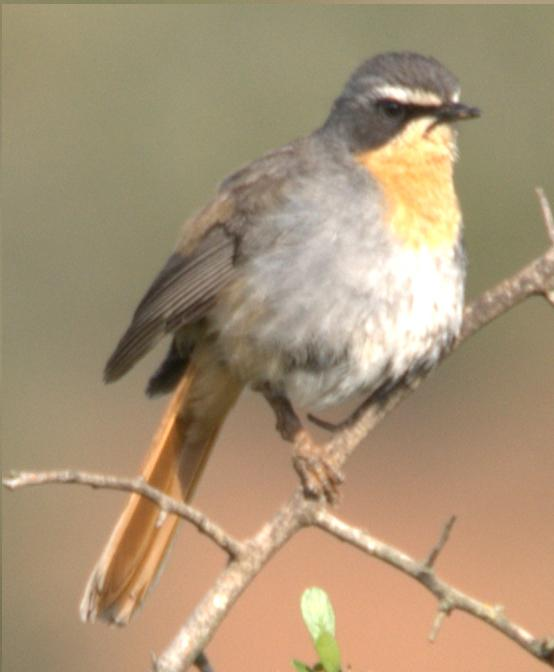